# باد کنیگسهوفن ایم گرابفلد
شهر باد کنیگسهوفن ایم گرابفلد (به آلمانی: Bad Königshofen im Grabfeld) در ایالت بایرن در کشور آلمان واقع شده است.